# 21482 Patashnick
21482 Patashnick è un asteroide della fascia principale. Scoperto nel 1998, presenta un'orbita caratterizzata da un semiasse maggiore pari a 2,3885544 UA e da un'eccentricità di 0,1730164, inclinata di 3,33346° rispetto all'eclittica.